# キラー・エリート (1975年の映画)
『キラー・エリート』（The Killer Elite）は、1975年のアメリカ映画。TBSの「月曜ロードショー」で放送された時のタイトルは『世界No.1の殺し屋がやってきた キラー・エリート』。

## キャスト
| 役名         | 俳優                     | 日本語吹替                                                                          |
| 役名         | 俳優                     | TBS版                                                                               |
| ------------ | ------------------------ | ----------------------------------------------------------------------------------- |
| ロッケン     | ジェームズ・カーン       | 小林清志                                                                            |
| ハンセン     | ロバート・デュヴァル     | 森川公也                                                                            |
| ウェイバーン | ギグ・ヤング             | 阪脩                                                                                |
| コリス       | アーサー・ヒル           | 寺島幹夫                                                                            |
| ミラー       | ボー・ホプキンス         | 小川真司                                                                            |
| マック       | バート・ヤング           | 増岡弘                                                                              |
| チャン       | マコ岩松                 | 田中信夫                                                                            |
| エイミー     | ケイティ・ヘフリン       | 森田育代                                                                            |
| トミー       | ティアナ・アレクサンドラ | 麻上洋子                                                                            |
| 不明 その他  |                          | 緒方敏也 梓欣造 石井敏郎 亀井三郎 宮下勝 長堀芳夫 黒部鉄 山田礼子 柳沢紀男 岡村悦男 |
|              |                          |                                                                                     |
| 演出         | 演出                     | 小林守夫                                                                            |
| 翻訳         | 翻訳                     | 進藤光太                                                                            |
| 効果         | 効果                     | 芦田公雄                                                                            |
| 調整         | 調整                     | 横路正信                                                                            |
| 制作         | 制作                     | 東北新社                                                                            |
| 解説         | 解説                     | 荻昌弘                                                                              |
| 初回放送     | 初回放送                 | 1979年12月3日 『月曜ロードショー』                                                  |

※キングレコードより発売のDVD収録

## スタッフ
- 製作総指揮：ヘルムート・ダンティン
- 監督：サム・ペキンパー
- 製作：マーティン・バウム、アーサー・ルイス
- 脚本：スターリング・シリファント、マーク・ノーマン
- 原作：ロバート・ロスタンド
- 撮影：フィリップ・ラスロップ
- 音楽：ジェリー・フィールディング
- 美術：テッド・ハワース

## 備考
サム・ペキンパー監督によるシニカルな社会風刺映画だが、本作の評判はペキンパー作品の中でも低く、特に日本においては芳しくなかったという。
ペキンパーのファンである青山真治はsight&sound誌でのオールタイムベストの内に本作を挙げ、黒沢清は自著『映像のカリスマ』において本作をペキンパーの代表作の一つとみなしている。